# 電子戦機

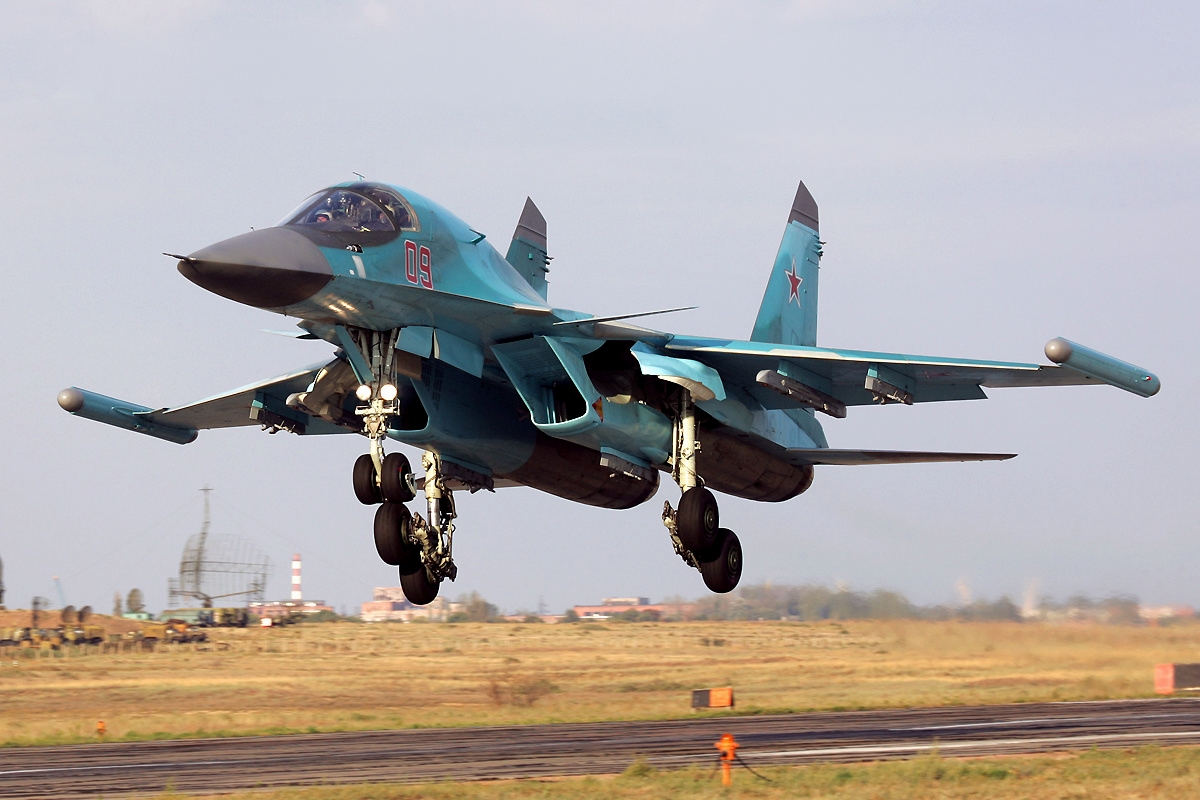
Su-30の改良型モデル、Su-35、J-15D、J-16Dなど多くのフランカーシリーズはSAP-518をはじめとする電子戦ポッドの搭載に対応する(画像はSu-34)。

電子戦機（でんしせんき、英語: electronic warfare aircraft）とは、電子戦を重視して設計・装備された航空機のこと。
その開発には高度な電子情報技術の集積が必要なため、先進国の一部しか保有しておらず、その中でもアメリカ合衆国が充実している。その理由は、軍事用電子機器の大半がアメリカ製であるからであり、自国の軍事的政治的優位を維持するためである。

## 概要

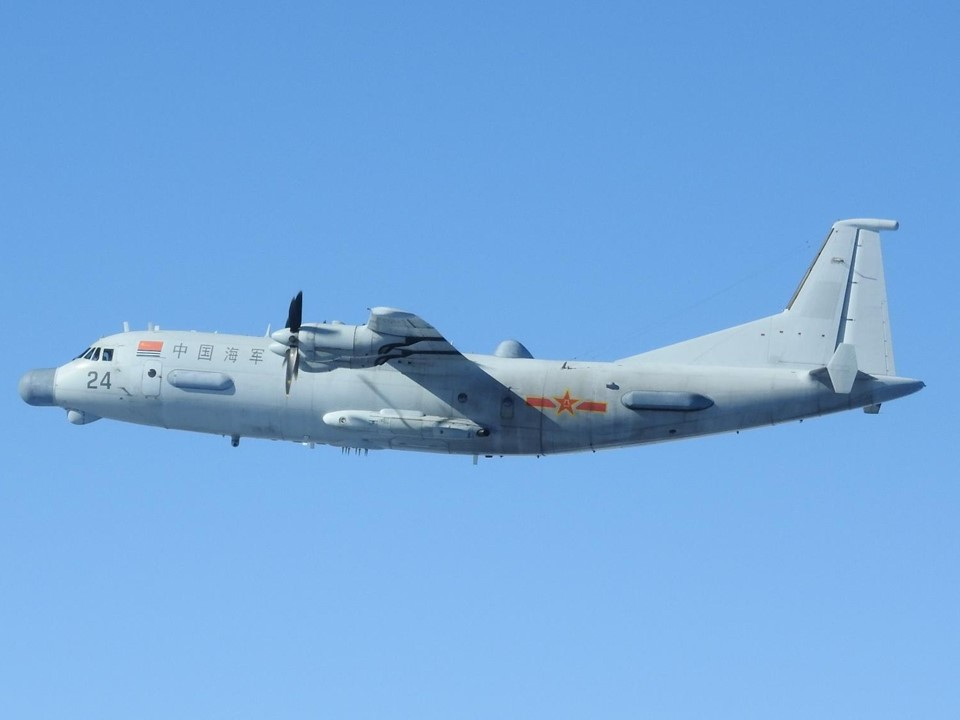
輸送機をベース機とした、中華人民共和国のY-9JB

航空機の発展は電子技術の発展がその背景にある。これは航空機に限らず、航空機を防御する側でもそうで、電子技術への依存度は大きい。軍用機による作戦遂行能力は、電子機器の能力によるところが大きく、一方で敵の航空機搭載用、あるいは地上配備用等の電子機器は、ミッションの遂行に大きな脅威となる。それらの電子機器に対する作戦が電子戦（EW）である。
現在、電子戦は、電子攻撃（EA / ECM）、電子防護（EP / ECCM）、電子戦支援（ES / ESM）の3領域に大別される。これら3領域のうち、電子防護についてはソフトウェア的な施策が主となることから、ハードウェアとしての電子戦機は、電子攻撃ないし電子戦支援を重視して装備されることが多い。電子攻撃を重視する機体については、電子対抗手段（ECM）を主とする電子妨害機と、対電波放射源兵器（ARW）を主とするSEAD機がある。一方、電子戦支援を重視する機体については電子偵察機と通称されるが、作戦指揮官のための電子戦支援だけでなく、諜報活動の分野に属するSIGINT（COMINT、ELINTなど）にも用いられる。味方のレーダーへ意図的に妨害をかけて訓練時の電子戦環境を演出する電子戦訓練機も存在する。
電子戦機の大半は輸送機などの大型機を改造したものであり、戦闘機の行動に随伴できる電子戦機（エスコート・ジャマー）を開発しているのはアメリカとロシアと中国だけである。
なお、このように電子戦が重視されている状況から、専任の電子戦機以外の航空機にも、ある程度の電子戦用の機材が搭載されていることが多い。特に早期警戒管制機（AWACS）は概して強力な電子戦能力を備え、また対潜戦の必要上から対潜哨戒機は電子戦支援に注力している。それ以外の作戦機も、自衛用のES装備であるレーダー警報受信機（RWR）は搭載していることが多く、自衛用のECM装備である電波妨害装置についても、内蔵型ないし外装型の様々な機種が開発されている。

## 主要各国の電子戦機
アメリカ軍保有のうち狭義の電子戦機としては海軍機のEA-6、空軍機のEF-111Aなどがあり、電子偵察機としては空軍機のRC-135Wなどが挙げられる。なお、陸軍も通信傍受機を独自に運用している。
これらの電子戦機は電子技術の発達に追従していくため搭載電子装備を常にアップデートしており、同型機でも配備時期により性能に大きな違いがある。
- アメリカ空軍
  - EA-37Bコンパス・コール
  - EF-111Aレイヴン[注釈 1]
  - RC-135V/Wリベットジョイント[注釈 2]
  - EC-130Hコンパスコール（英語版）[注釈 3]
  - EC-130E/Jコマンドソロ（英語版）[注釈 4]
  - RC-135Sコブラボール[注釈 5]
  - F-16CJ[注釈 6]
  - F-4G[注釈 6]
- アメリカ海軍
  - EP-3E Aries II[注釈 2]
  - EA-6A/B[注釈 7]
  - EA-18Gグラウラー[注釈 7]
- アメリカ陸軍
  - RC-12DガードレールV（固定翼機）
  - EH-60AクイックフィックスII（回転翼機）

- イギリス空軍
  - キャンベラ T Mk17
  - ニムロッド R-1

- イタリア空軍
  - G.222VS
  - トーネードECR[注釈 6]

- イスラエル空軍
  - C-47／DC-3[注釈 8]
  - EC-130H
  - RC-12D
  - EV-1E
  - EC-707
  - ガルフストリーム／IAI G550 Shavit SEMA

- 中国空軍
  - HD-5
  - HD-6
  - Y-8 SIGINT PORCUPINE
  - Y-9
  - Tu-154MD ELINT CARELESS
  - J-16D
- 中国海軍
  - J-15D

- 中華民国（台湾）空軍
  - C-130HE[注釈 2]

- ドイツ空軍
  - トーネードECR[注釈 6]

- 海上自衛隊
  - EP-3[注釈 9]
  - UP-3D[注釈 10]
  - U-36A[注釈 11]
- 航空自衛隊
  - YS-11EA[注釈 10]
  - YS-11EB[注釈 12]
  - EC-1[注釈 10]
  - RC-2[注釈 12]

- ロシア空軍
  - Tu-16
  - Tu-22MR BACKFIRE D
  - MiG-25BM 防空制圧型
  - Il-20M COOT-A
  - Yak-28PP
  - Su-24MP[注釈 13][注釈 14]
  - Su-30MK[注釈 7][注釈 15]
  - Su-34[注釈 7][注釈 16]

- フランス空軍
  - DC-8 Sarigue
  - EC-160